# Fredrik Wilhelm Cöster

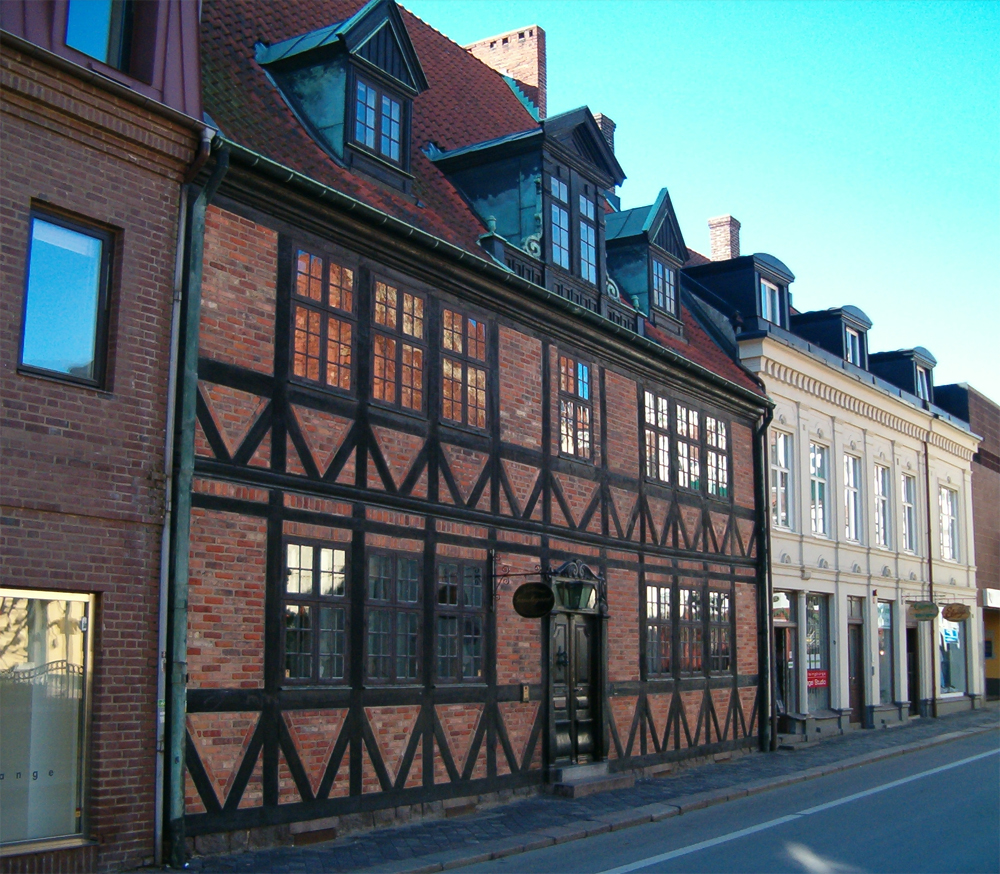
Gamlegård. Huvudbyggnaden är den enda kvarvarande delen av den tidigare mycket stora gården.

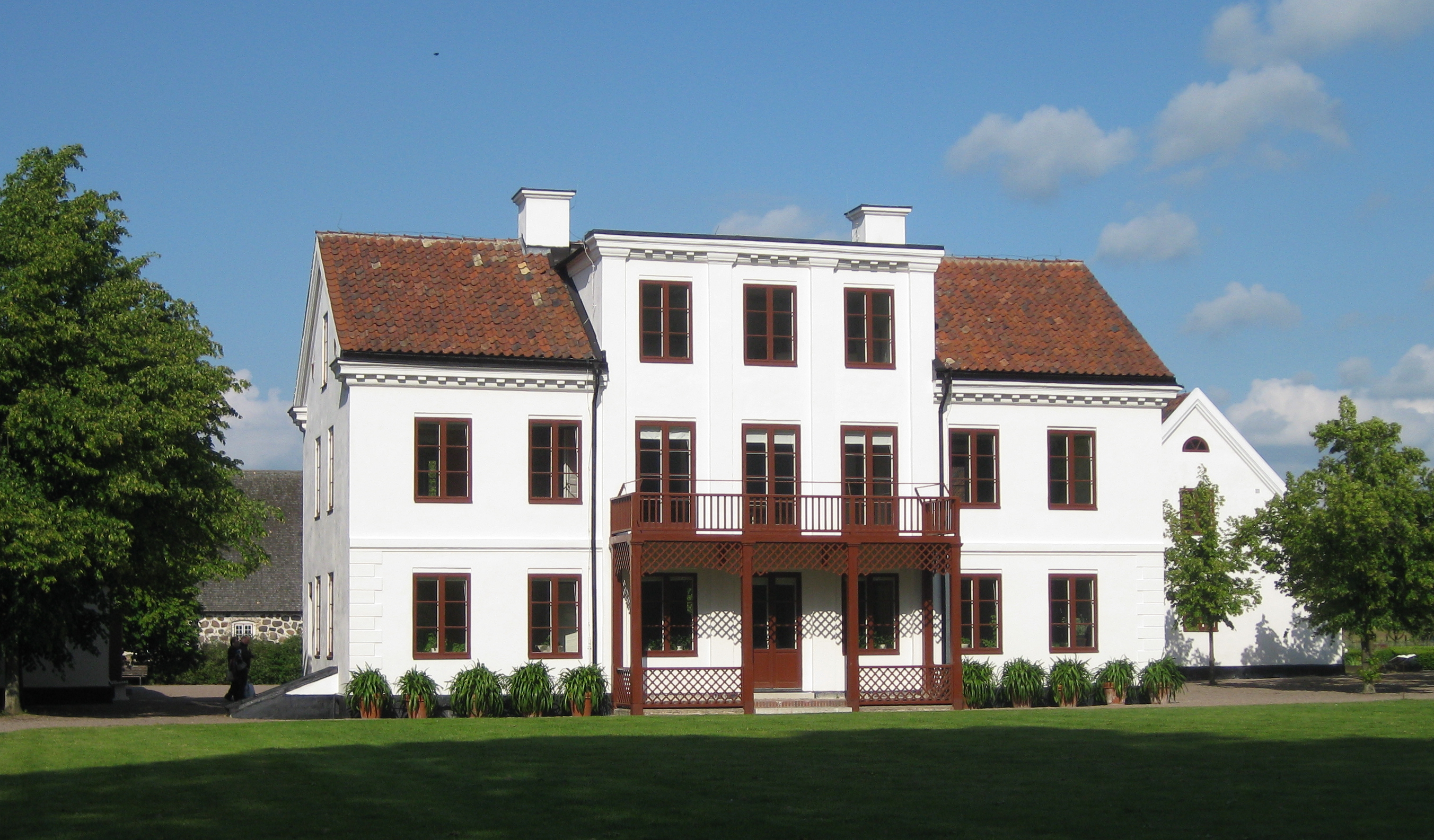
Fredriksdals herrgård.

Fredrik Wilhelm Cöster (den äldre), född 28 juli 1726 i Kristianstad, död 9 februari 1797 i Helsingborg, var en svensk riksdagsman och direktör verksam i Helsingborg. Gift med Catharina Cecilia Cöster med vilken han fick sönerna Hans Peter och Fredrik Wilhelm.

## Biografi
Cöster föddes i Kristianstad som son till handlanden Hans Henrik Cöster och Johanna Catharina Broomé. Han fick sin tidiga utbildning främst genom privata lärare, men även tidvis vid offentliga skolor. Något i förtid började han 1736 studera vid "Academien" (Lunds universitet) men studierna avbröts efter två år då fadern inte ansåg att nyttan uppvägde kostnaden och studierna fortsattes istället i de vanliga skolorna. Därefter blev han lärling hos en häradsskrivare för att lära sig räkenskaper och 1745 fick han anställning vid landskontoret i Kristianstad. Han flyttade 1746 till Stockholm där han på rekommendation från sin farmor Margareta Pihls bror, borgmästaren och riksdagsmannen Petter Pihl d.y. fick anställning som skrivare vid postkontoret. Enligt egen utsago drog han sig i Stockholm fram "med mycket bekymmer och swåra omständigheter" till 1759, då han fick besked om att hans rike och barnlöse farmorsbror Petter Pihl avlidit. Han reste med sin mor till Helsingborg för att vara med vid bouppteckningen av Pihls omfattande tillgångar och egendomar. Arvingarna bestod mestadels av Pihls syskonbarn och deras efterkommande, men eftersom Cösters far (Pihls systerson genom Margareta Pihl, gift med Johan Baptista Cöster, Cösters farfar) hade avlidit endast några veckor före Pihl, kunde Cöster enligt lag inte ta del av arvet.
Cösters ena levande farbror, Andreas Cöster, ärvde Pålsjö slott, medan en annan farbror, Henrik Cöster, ärvde den stora fastigheten Gamlegård mitt i Helsingborg, gården Pilshult norr om staden, samt Pihls andel i det mycket lönsamma Södra dykeri- och bärgningskompaniet som hade ensamrätt på att bärga förlista fartyg och deras laster längs Skånes, Hallands och Bohusläns kuster. Efter bouppteckningen väcktes dock flera processer mot Henrik Cöster och då denne också var barnlös ingick han ett avtal med Fredrik Wilhelm Cöster att, om han kunde få slut på dessa, överlåta hela sin del av arvet till Cöster mot att få bo i egendomarna samt erhålla en provision från dessa livet ut. Efter en kort tid men mycket möda lyckades Cöster bringa processerna till avslut och blev på detta sätt innehavare av omfattande egendomar i och omkring Helsingborg.  Efter arvskiftet bosatte han sig i Helsingborg och den 6 november 1761 gifte han sig med sin kusin, Catharina Cecilia Cöster, dotter till Cösters farbror Peter Cöster och Ingrid Maria Holst.
När kronprins Gustavs (sedermera Gustav III) blivande gemål, Sofia Magdalena, år 1766 skulle uppehålla sig i staden på väg från Danmark, valdes Cösters Gamlegård som hennes tillfälliga bostad. Detta fick Cöster att genomföra omfattande renoveringar på korsvirkesgården, som han lät omforma i rokokostil, som var den tidens ideal. Cöster köpte samtidigt upp en del av Henckelska gården, mittemot Gamlegård, som även den tidigare ägts av borgmästare Pihl. Den del Cöster köpte var huslängan på innergården tillsammans med den öppna plats som vette ut mot Norra Storgatan. Anledningen med köpet var att Cöster ville anlägga en trädgård mot Norra Storgatan som prinsgemålen kunde blicka ut över under sitt besök. Cöster fortsatte att köpa upp delar av gården och 1787 ägde han hela fastigheten.
Samma år anlade den nu mycket förmögne Cöster en sommarfastighet utanför stadens jordar, Fredriksdal, namngiven efter honom själv, och fram till sin död fortsatte han att köpa upp mark i anknytning till gården. Efter Cösters död 1797 övertogs gården av sonen Fredrik Wilhelm Cöster d.y., som utvecklade Fredriksdal till ett stort landeri. Numera är Fredriksdal ett av Sveriges största friluftsmuseer, beläget mitt i Helsingborg, där även Fredriksdalsteatern finns.

## Övrigt
Fredrik Wilhelm Cöster var Dag Hammarskjölds farmors farfars far. Gatan Fredrik Cösters gata i Helsingborg är döpt efter honom.